# Referèndum sobre la Constitució de Guinea Equatorial de 1991
El referèndum sobre la Constitució de Guinea Equatorial de 1991 va tenir lloc el 16 de novembre de 1991. La nova constitució pretenia substituir el sistema unipartidista per un sistema multipartidista. Fou aprovada pel 98,4% dels votants amb una participació del 94,3%.

## Resultats
| Opció                            | Vots | %    |
| -------------------------------- | ---- | ---- |
| A favor                          |      | 98.4 |
| En contra                        |      | 1.6  |
| Invàlids/en blanc                |      | -    |
| Total                            |      | 100  |
| Font: African Elections Database |      |      |